# Bački Sokolac
Bački Sokolac (izvirno srbsko Бачки Соколац) je naselje v Srbiji, ki upravno spada pod Občino Bačka Topola; slednja pa je del Severnobačkega upravnega okraja.

## Demografija
V naselju živi 491 polnoletnih prebivalcev, pri čemer je njihova povprečna starost 44,2 let (41,6 pri moških in 46,9 pri ženskah). Naselje ima 209 gospodinjstev, pri čemer je povprečno število članov na gospodinjstvo 2,91.
To naselje je skoraj popolnoma srbsko (glede na popis iz leta 2002).
|  |

| Demografija | Demografija     | Demografija     |
| Leto        | Št. prebivalcev | Št. prebivalcev |
| ----------- | --------------- | --------------- |
|             |                 |                 |
|             |                 |                 |
|             |                 |                 |
|             |                 |                 |
| 1948        | 685             |                 |
| 1953        | 651             |                 |
| 1961        | 648             |                 |
| 1971        | 594             |                 |
| 1981        | 523             |                 |
| 1991        | 497             | 492             |
| 2002        | 611             | 609             |
|             |                 |                 |

| Etnična sestava po popisu iz leta 2002 | Etnična sestava po popisu iz leta 2002 | Etnična sestava po popisu iz leta 2002 | Etnična sestava po popisu iz leta 2002 | Etnična sestava po popisu iz leta 2002 |
| -------------------------------------- | -------------------------------------- | -------------------------------------- | -------------------------------------- | -------------------------------------- |
| Srbi                                   | Srbi                                   |                                        | 578                                    | 94,90%                                 |
| Madžari                                | Madžari                                |                                        | 9                                      | 1,47%                                  |
| Slovenci                               | Slovenci                               |                                        | 5                                      | 0,82%                                  |
| Jugoslovani                            | Jugoslovani                            |                                        | 5                                      | 0,82%                                  |
| Hrvati                                 | Hrvati                                 |                                        | 3                                      | 0,49%                                  |
| Nemci                                  | Nemci                                  |                                        | 2                                      | 0,32%                                  |
| Bunjevci                               | Bunjevci                               |                                        | 2                                      | 0,32%                                  |
| Črnogorci                              | Črnogorci                              |                                        | 1                                      | 0,16%                                  |
| Neznano                                | Neznano                                |                                        | 0                                      | 0,0%                                   |